# Hongi

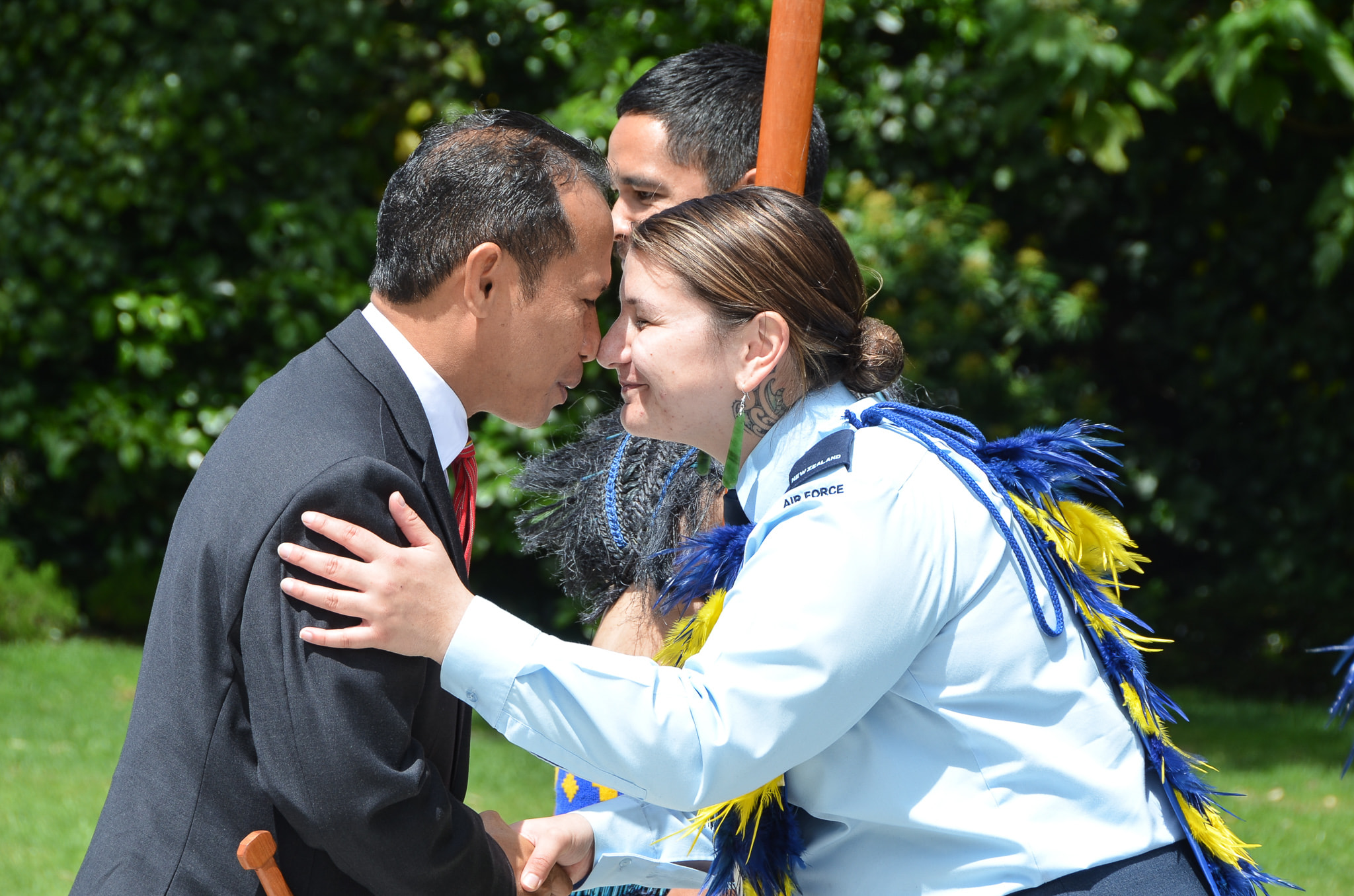
Hongi bei der Begrüßung von Osttimors Botschafter Lisualdo Gaspar in Wellington (2019)

Der Hongi (māori: riechen, schnüffeln) ist ein traditionelles Begrüßungsritual der Māori in Neuseeland.
Es gibt geringfügig unterschiedliche Abläufe und unterschiedliche Haltungen der Arme und der Hände beim Hongi. Allen Zeremonien gemeinsam ist aber, dass beim Hongi die Nasen aneinander gedrückt werden, um den Atem des jeweilig anderen zu spüren. Der Hongi symbolisiert den ersten Lebensatem zwischen zwei sich begegnenden Menschen.

## Ablauf

### Version 1

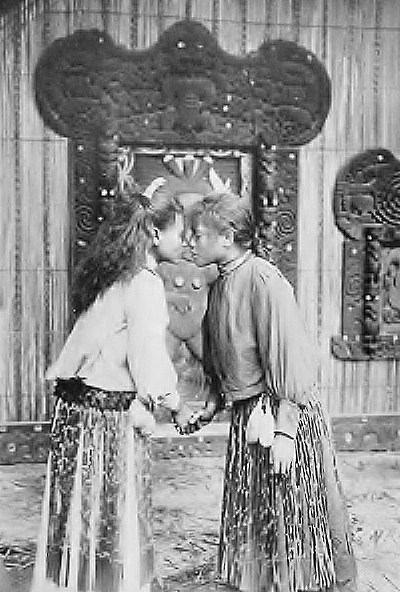
Ein Hongi zweier Frauen vor einem Versammlungshaus

Die sich Begrüßenden gehen aufeinander zu, sagen „tēnā koe“ (deutsch ‚Hallo, danke‘), geben sich die rechte Hand zum Hände-Schütteln, lehnen den Kopf nach vorne, um sich erst mit der Stirn zu berühren und dann die Nasen sanft gegeneinander zu drücken. Die Nasen werden nicht seitlich gegeneinander gerieben, wie manchmal fälschlich erklärt.

### Version 2
Wie Version 1, nur mit dem Unterschied, dass die linke Hand auf die rechte Schulter des Gegenübers gelegt wird und die Nasen zweimal sanft gegeneinander gedrückt werden. In anderen Gegenden geschieht dies nur einmal.

## Hintergrund
Diese Art der Begrüßung, den Atem auszutauschen, geht der Überlieferung nach auf Tāne, den Gott des Waldes und der Vögel zurück, der den Menschen den ersten Atem eingehaucht haben soll.
Der Hongi ist ein fester Bestandteil des Powhiri, der Willkommens-Begrüßungszeremonie in einem Marae.
Nach der Begrüßung folgt das Essen. Damit ist der Besucher (manuhiri) ein Teil der ortsansässigen Menschen (tangata whenua) geworden und somit Teil der Familie (whānau) eines Marae. Aus dem modernen Alltagsleben der Māori ist der Hongi nahezu verschwunden und wird bei den Erwachsenen heute auch durch einen Kuss ersetzt. Als Teil des Powhiri wird der Hongi aber heute auch bei der Begrüßung von Staatsgästen, zum Beispiel neuen Botschaftern, angewandt.
Dass ein Hongi aber nicht nur unter friedlichen Gesichtspunkten zelebriert werden kann, zeigen Äußerungen von Tame Iti, einem radikalen Aktivisten der Ngāi Tūhoe. Er beschrieb im August 2008, dass man durch den Hongi seinen Feind besser kennenlernen kann. “You hongi your enemy because it’s better to have eye-to-eye contact with them – to know their shape, their form, their smell and their thinking.” (deutsch: „Du grüßt deinen Feind, weil es besser ist, Auge-zu-Auge-Kontakt mit ihm zu haben – ihre Gestalt, ihre Form, ihren Geruch und ihr Denken zu kennen.“)

## Temporäres Verbot wegen COVID-19
Durch die COVID-19-Pandemie, die sich bekanntermaßen als Tröpfcheninfektion auch über die Atemluft verbreitet, beschlossen einige Iwis der Māori, darunter die Ngāti Toa, den traditionellen Gruß bei größeren Zusammenkünften vorübergehend zu verbieten, um die Verbreitung der Infektion nicht zusätzlich zu begünstigen. Noch bevor die Regierung entsprechende Maßnahmen verabschiedete, reglementierten die Ältesten (Kaumātua) nicht nur den Hongi, auch Küsse (kihi) und das Händeschütteln (harirū) wurden auf Treffen verboten.